# Basaburua
Basaburua è un comune spagnolo di 674 abitanti situato nella comunità autonoma della Navarra.